# Мескал, Пол
Пол Колм Майкл Ме́скал (англ. Paul Mescal; род. 2 февраля 1996, Мейнут, Килдэр, Ирландия) — ирландский актёр театра и кино. Родился в Мейнуте, учился актёрскому мастерству в Академии Лира и играл в спектаклях в Дублине. Мескал прославился ролью в мини-сериале «Нормальные люди» и удостоился премии BAFTA TV и номинации на «Эмми».
Дебютом Мескала в кино стала второстепенная роль в психологической драме «Незнакомая дочь». В 2022 году он сыграл главные роли в драмах «Твари божьи» и «Солнце моё». Роль в «Солнце моё» принесла Мескалу номинацию на «Оскар» и BAFTA. Актёр был награждён премией Лоренса Оливье за роль Стэнли Ковальского в возрождённом спектакле «Трамвай „Желание“». Мескал начал сниматься в высокобюджетных фильмах, сыграв главную роль в историческом боевике «Гладиатор 2».

## Биография
Пол Колм Майкл Мескал появился на свет 2 февраля 1996 года в графстве Килдэр в городке Мейнут в семье офицера полиции Гарда Шихана Дервлы и школьного учителя Пола. У Мескала есть младшие брат и сестра. Он учился в средней школе Мейнут. В несовершеннолетнем возрасте Мескал играл в гэльский футбол до 21 года в команде Kildare. Футболист Брайан Лейси оценил навыки Мескала как защитника, а тренер Циан О’Нил считал его зрелым не по годам игроком, очень развитым и сильным. После перелома челюсти он бросил футбол. В первый раз Мескал выступил на сцене в 16 лет в мюзикле «Призрак Оперы», в котором сыграл Призрака. Позже он прошёл прослушивание и поступил в Академию Лир при Тринити-колледже в Дублине. В 2017 году Мескал получил степень бакалавра искусств в области актёрского мастерства. Он начал искать актёрских агентов ещё до окончания обучения в Лире.
После учёбы Мескалу предложили роли в спектаклях «Прах Анджелы» и «Великий Гэтсби». Он выбрал «Великого Гэтсби» и сыграл Джея Гэтсби в дублинском театре «Гейт». Питер Кроули из The Irish Times писал: «Мескал превращает Гэтсби в бабочку самосозидания посреди ансамбля». В том же году Мескал сыграл принца в современном пересказе сказки Ханса Кристиана Андерсена «Красные башмаки». В том же году Мескал дебютировал на лондонской сцене в спектакле «Плуг и звёзды» в Лирическом театре в Хаммерсмите. В 2020 году он выступил в спектакле «Лейтенант с острова Инишмор» в дублинском театре «Гейети».

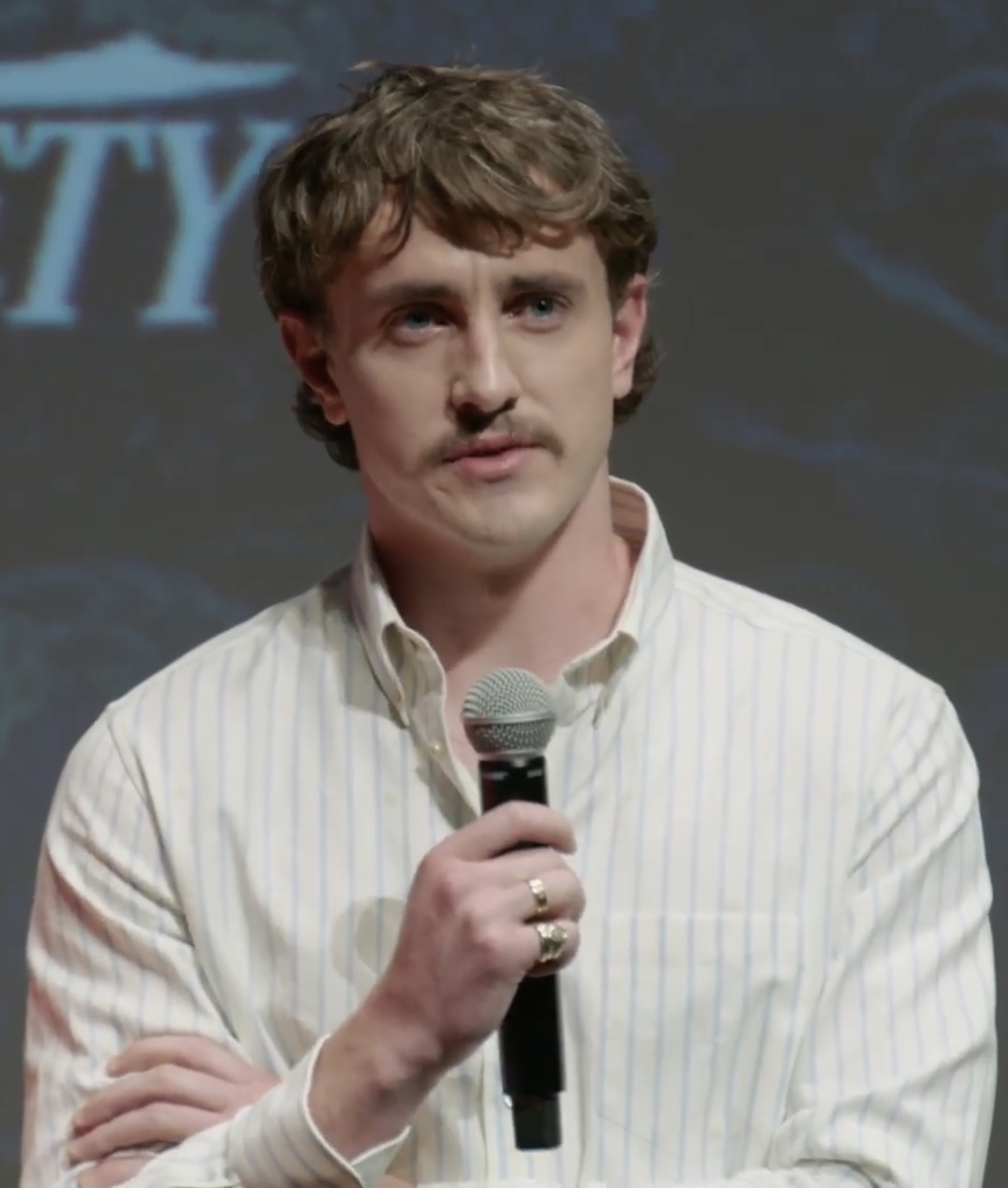
Мескал на двухнедельнике режиссёров на Каннах в 2022 году

Первую роль на телевидении Мескал получил в драматическом мини-сериале «Нормальные люди», снятом по мотивам одноимённого романа Салли Руни. Показ состоялся в 2020 году на британском телеканале BBC Three и американской платформе Hulu. Роль принесла Мескалу известность. Актёр получил признание критиков и премию BAFTA TV за лучшую мужскую роль. Также его номинировали на «Эмми» за лучшую мужскую роль в мини-сериале или фильме и «Выбор телевизионных критиков» лучшую мужскую роль в фильме/мини-сериале.
В кино Мескал дебютировал второстепенной ролью режиссёрском дебюте Мэгги Джилленхол «Незнакомая дочь». Психологическая драма вышла в 2021 году и вызвала благоприятные отзывы. Через год Мескал снялся в драмах «Твари божьи» и «Солнце моё», премьера которых состоялась на Каннском кинофестивале в 2022 году. Обе картины были положительно встречены критиками, хваливших игру Мескала. За роль в «Солнце моё» актёр получил номинации на «Оскар» и BAFTA за лучшую мужскую роль. В 2024 году Мескал начал сниматься в высокобюджетных блокбастерах. Он исполнил главную роль в «Гладиаторе 2», сиквеле исторической драмы Ридли Скотта. Скотт утвердил Мескала на роль после просмотра «Нормальных людей». Актёр шесть месяцев готовился к роли. Мескал занимался силовыми упражнениями, боевой хореографией, верховой ездой и фехтованием на мечах.
Следующим проектом с участием Мескала должна стать романтическая драма «История звука», в которой актёр сыграет вместе с Джошем О’Коннором. Также у Мескала запланированы съёмки в исторической драме Хлои Чжао «Хамнет», где сыграет Уильяма Шекспира. Мескал заменил Блейка Дженнера в роли композитора Франклина Шепарда в фильме Ричарда Линклейтера «Мы едем, едем, едем», экранизации мюзикла 1981 года. Съёмки проекта будут вестись в течение 20 лет.

## Личная жизнь
Мескаль владеет английским и ирландским языками. В 2020 году он переехал из Ирландии в Лондон. В 2022 году актёр рассказывал, что приобрёл в Ирландии недвижимость с намерением проводить там время вне работы. Мескал говорил, что фанаты не вправе знать о личной жизни. Он увлекается игрой на пианино. Мескал исполнял каверы на песни вместе со своей сестрой и певицей Нелл Мескал. Мескал встречался с певицей Фиби Бриджерс. Он снялся в клипе Бриджерс на песню «Savior Complex», режиссёром которого выступила Фиби Уоллер-Бридж.

## Фильмография
Кино и телевидение
| Год  | Название                   | Роль            | Примечания                                            |
| ---- | -------------------------- | --------------- | ----------------------------------------------------- |
| 2019 | Bump                       | Мэтт Лири       | Телевизионный сериал                                  |
| 2020 | Нормальные люди            | Коннелл Уолрдон | Мини-сериал; главная роль                             |
| 2020 | Drifting                   | Cian            | Короткометражный фильм                                |
| 2020 | Обманутая                  | Шон McKeogh     | Мини-сериал; главная роль                             |
| 2021 | Незнакомая дочь            | Уилл            | Полнометражный дебют                                  |
| 2022 | Солнце моё                 | Калум Патерсон  |                                                       |
| 2022 | Божьи создания             | Брайан О’Хара   |                                                       |
| 2022 | Кармен                     | Эйдан           |                                                       |
| 2023 | Враг                       | Джуниор         |                                                       |
| 2023 | Незнакомцы                 | Гарри           |                                                       |
| 2024 | Гладиатор 2                | Луций           | Главная роль                                          |
| 2025 | Хамнет                     | Уильям Шекспир  |                                                       |
| 2028 | Будущий фильм Сэма Мендеса | Пол Маккартни   |                                                       |
| TBA  | Мы едем, едем, едем        | Франклин Шепард | Предположительно фильм будут снимать в течение 20 лет |

Музыкальные видео
| Год  | Название         | Исполнитель        | Ref.   |
| ---- | ---------------- | ------------------ | ------ |
| 2020 | «Scarlet»        | The Rolling Stones | [ 47 ] |
| 2020 | «Savior Complex» | Фиби Бриджерс      | [ 48 ] |

Театр
| Год       | Название                    | Роль             | Примечания                                                        | Ref.   |
| --------- | --------------------------- | ---------------- | ----------------------------------------------------------------- | ------ |
| 2017      | Великий Гэтсби              | Джей Гэтсби      | Gate Theatre, Дублин                                              | [ 12 ] |
| 2017-2018 | Красные башмачки            | Принц            | Gate Theatre, Дублин                                              | [ 14 ] |
| 2018      | Плуг и звёзды               | лейтенант Лэнгон | Lyric Theatre, Лондон                                             | [ 49 ] |
| 2018      | Asking for It               | Брайан           | Театр Аббатства, Дублин                                           | [ 50 ] |
| 2018      | Сон в летнюю ночь           | Деметриус        | Замок Килкенни, Фестиваль искусств в Килкенни                     | [ 15 ] |
| 2018      | Портрет художника в юности  | Стивен Dedalus   | Pavilion Theatre, Dún Laoghaire; Дублинский театральный фестиваль | [ 15 ] |
| 2020      | Лейтенант с острова Инишмор | Mad Padraic      | Gaiety Theatre, Дублин                                            | [ 16 ] |
| 2022-2023 | Трамвай «Желание»           | Стэнли Ковальски | Альмейда, Лондон                                                  | [ 51 ] |

## Награды и номинации
| Год  | Награда                      | Категория                                     | Работа            | Результат | Ref.                 |
| ---- | ---------------------------- | --------------------------------------------- | ----------------- | --------- | -------------------- |
| 2020 | Выбор телевизионных критиков | Лучшая мужская роль в мини-сериале            | Нормальные люди   | Номинация | [ 52 ]               |
| 2020 | Премия Dorian                | Лучшая мужская роль в сериале                 | Нормальные люди   | Номинация | [ 53 ]               |
| 2020 | Премия Gold Derby TV         | Прорыв года                                   | Нормальные люди   | Победа    | [ 54 ]               |
| 2020 | Премия Gold Derby TV         | Лучшая мужская роль в мини-сериале            | Нормальные люди   | Победа    | [ 54 ]               |
| 2020 | Прайм-таймовая премия Эмми   | Лучшая мужская роль в мини-сериале или фильме | Нормальные люди   | Номинация | [ 23 ]               |
| 2020 | Премия GQ Men of the Year    | Прорыв года (Hugo Boss)                       | н/д               | Победа    | [ 55 ]               |
| 2022 | Оскар                        | Лучшая мужская роль                           | Солнце моё        | Номинация | [ 56 ]               |
| 2022 | BAFTA                        | Лучшая мужская роль                           | Солнце моё        | Номинация | [ 57 ]               |
| 2022 | Выбор критиков               | Лучшая мужская роль                           | Солнце моё        | Номинация | [ 58 ]               |
| 2023 | Премия Лоренса Оливье        | Лучшая мужская роль                           | Трамвай «Желание» | Победа    | [ 59 ] [ 60 ] [ 61 ] |